# Lillsjön (Åre socken, Jämtland, 704965-132193)
Lillsjön är en sjö i Åre kommun i Jämtland och ingår i Indalsälvens huvudavrinningsområde. Sjön har en area på 0,141 kvadratkilometer och ligger 687,4 meter över havet.

## Delavrinningsområde
Lillsjön ingår i det delavrinningsområde (705000-132363) som SMHI kallar för Mynnar i Rölan. Medelhöjden är 670 meter över havet och ytan är 15,38 kvadratkilometer. Det finns inga avrinningsområden uppströms utan avrinningsområdet är högsta punkten. Vattendraget som avvattnar avrinningsområdet har biflödesordning 5, vilket innebär att vattnet flödar genom totalt 5 vattendrag innan det når havet efter 366 kilometer. Avrinningsområdet består mestadels av skog (48 procent) och sankmarker (38 procent). Avrinningsområdet har 0,14 kvadratkilometer vattenytor vilket ger det en sjöprocent på 0,9 procent.